# Lilla drevet
Lilla drevet var ett svenskt poddradioprogram startat i december 2013. Podden gjordes i samarbete med Aftonbladet Kultur och medlemmar var från början Kristoffer "Kringlan" Svensson, Liv Strömqvist, Ola Söderholm och Nanna Johansson. I november 2015 avbröt Aftonbladet samarbetet med "Kringlan" Svensson sedan han på Twitter och i poddradioprogrammet AMK Morgon hotat skribenten Victor Malm med våld samt uttalat grova sexuella hot mot Aftonbladets kulturchef Åsa Linderborg. De tre andra medlemmarna valde då att fortsätta utan Svensson. Senare anslöt Moa Lundqvist och Jonatan Unge som fasta medlemmar.
Lilla drevet lades officiellt ned 19 februari 2019. Enligt Orversto hade programmet då 90 000 lyssnare i veckan.

## Innehåll
Lilla drevet utkom i ett avsnitt per vecka, vanligtvis på torsdagar. I avsnitten diskuterades aktuella händelser, främst rörande politik och populärkultur.